# Малые Мацевичи
Малые Мацевичи (укр. Малі Мацевичі) — село в Староконстантиновском районе Хмельницкой области Украины.
Население по переписи 2001 года составляло 199 человек. Почтовый индекс — 31116. Телефонный код — 3854. Код КОАТУУ — 6824281003.

## Местный совет
31116, Хмельницкая обл., Староконстантиновский р-н, с. Великие Мацевичи